# تادائوکا، اوساکا
تادائوکا، اوساکا (به لاتین: Tadaoka, Osaka) یک منطقهٔ مسکونی در ژاپن است که در استان اوساکا واقع شده‌است. تادائوکا ۱۷٬۶۵۹ نفر جمعیت دارد.